# 新世紀ベビー
新世紀ベビー（しんせいきベビー）は21世紀最初の年である2001年生まれの赤ちゃん、またその年に生まれた人々のことを指す場合もある。新世紀ベイビーとも。20世紀最後の年である2000年生まれの赤ちゃん、またその年に生まれた人々であるミレニアムベビーに対する言葉である。

## 概要
| 年             | 1999      | 2000      | 2001      | 2002      | 2003      |
| -------------- | --------- | --------- | --------- | --------- | --------- |
| 出生数         | 1,177,669 | 1,190,547 | 1,170,662 | 1,153,855 | 1,123,610 |
| 出生率         | 9.4       | 9.5       | 9.3       | 9.2       | 8.9       |
| 合計特殊出生率 | 1.34      | 1.36      | 1.33      | 1.32      | 1.29      |

日本の2001年における出生数は1,170,662で、前年の1,190,547人より減少しており、ミレニアムベビーのように増加はしなかった。
厚生労働省は2001年1月10日から1月17日および、同年7月10日から7月17日までに生まれた子供を対象に、生活状況や親の就業時間などを追跡調査する「21世紀出生児縦断調査」を継続して行なっている。調査により21世紀初頭に生まれた子供の生活や環境の実態を明らかにし、成長・変化を長期に渡り追うことで、少子化対策などの基礎資料として活用していくことを目的としている。なお、成年者の意識の変化や結婚、出産、就業などの実態を追跡調査する「21世紀成年者縦断調査」も並行して行われている。

## 日本における新世紀ベビーの節目・学年
2001年1月1日〜4月1日生まれの場合、2000年4月2日〜12月31日生まれのミレニアムベビーと同学年（2000年度生まれ）となる。
- 1月1日〜4月1日生まれ（2000年度生まれ）
  - 小学校 - 2007年4月入学
  - 中学校 - 2013年4月入学
  - 高等学校 - 2016年4月入学
  - 成人式 - 2021年
- 4月2日〜12月31日生まれ（2001年度生まれ）
  - 小学校 - 2008年4月入学
  - 中学校 - 2014年4月入学
  - 高等学校 - 2017年4月入学
  - 成人式 - 2022年

## 新世紀ベビー一覧
2001年生まれの著名人、2001年生まれの日本の著名人参照